# Zamość (Łask)
Pour les articles homonymes, voir Zamość (homonymie).
Zamość (prononciation [ˈzamɔɕt͡ɕ]) est un village de la gmina de Sędziejowice, du powiat de Łask, dans la voïvodie de Łódź, situé dans le centre de la Pologne.
Il se situe à environ 8 kilomètres au sud-ouest de Sędziejowice (siège de la gmina), 18 kilomètres au sud-ouest de Łask (siège du powiat) et 49 kilomètres au sud-ouest de Łódź (capitale de la voïvodie).

## Administration
De 1975 à 1998, le village était attaché administrativement à l'ancienne voïvodie de Sieradz.

Depuis 1999, il fait partie de la nouvelle voïvodie de Łódź.